# Angélica Liddell
Angélica Liddell, née Catalina Angélica González Cano le 2 octobre 1966 à Figueras (Catalogne, Espagne), est une artiste, metteuse en scène, auteure et performeuse espagnole. Ses spectacles, entre performance et théâtre, se veulent le reflet et le dépôt de sa souffrance intérieure en écho à la souffrance et à la violence du monde. 
PRIX DU SYNDICAT DE LA CRITIC 2024-2025 MEILLEUR SPECTACLE
THÉÂTRAL ÉTRANGER
Damon, El funeral de Bergman, de et m.e.s. d'Angélica Liddell (Espagne)

## Biographie
Née en 1966 née en Catalogne, à Figueras, Angélica Liddell est la fille d'un militaire franquiste. Après une licence en psychologie et en art dramatique, elle fonde, en 1993, sa compagnie Atra Bilis,.
Ses œuvres sont jouées en Espagne, en Allemagne, au Brésil, en France et au Chili. Elles sont traduites en français, en anglais, en portugais, en allemand, en polonais et en russe. Lors de l'ouverture du festival d’Avignon 2024, Angélica Liddell déclenche un scandale en début de représentation de sa pièce Dämon. El funeral de Bergman. « Fustig[eant] l’hypocrisie du monde et s’attaqu[ant] à la vanité », disant s'inspirer de Bergman, avec irrévérence, elle s'en prend aux critiques présents dans la cour d’honneur du Palais des papes. Elle les cite nommément ainsi que des extraits de leurs comptes rendus sur ses pièces,. Presque un suicide professionnel.
Outre des pièces de théâtre, elle écrit des romans et de la poésie.

### Décoration
- 2017 : elle est faite chevalière de l'ordre des Arts et des Lettres par le ministère français de la Culture[6]

## Œuvres théâtrales
- 1994 : Dolorosa
- 2003 : Et les poissons partirent combattre les hommes (éditions Théâtrales)
- 2008 : Belgrade
- 2009 : La Maison de la Force (La casa de la fuerza)
- 2009 : Te haré invencible con mi derrota (« Je te rendrai invincible par ma défaite »)
- 2011 : Maudit soit l’homme qui se confie en l’homme, un projet d’alphabétisation
- 2012 : Ping Pang Qiu[2]

Angélica Liddell évoque « les petits arrangements » de la diplomatie du ping-pong entre un Richard Nixon qui déverse du napalm sur le Viêt Nam et Mao Zedong qui « arrache les Chinois à leur histoire ». Elle évoque les humiliations des intellectuels en Chine, la peur, la bêtise qui anéantit l'intelligence et les intellectuels français séduits par le maoïsme.
- 2013 : Tout le ciel au-dessus de la Terre (le syndrome de Wendy)
- 2014 : You are my destiny (Lo stupro di Lucrezia) - Cycle des Résurrections
- 2015 : Primera carta de San Pablo a los Corintios (Première épître de saint Paul aux Corinthiens) - Cycle des Résurrections
- 2015 : Esta breve tragedia de la carne (Cette brève tragédie de la chair) - création pour le festival de La Bâtie 2015
- 2016 : Que ferai-je, moi, de cette épée ? (Approche de la Loi et du problème de la Beauté)- [en espagnol : Qué haré yo con esta espada ? (Aproximación a la ley y al problema de la belleza) ] - création le 7 juillet 2016 au festival d'Avignon[8].
- 2019 : The Scarlet letter, inspiré de La Lettre écarlate de Nathaniel Hawthorne[9]
- 2020 : Una costilla sobre la mesa : Padre
- 2020 : Una costilla sobre la mesa : Madre
- 2021 : Liebestod. L'odeur du sang ne me quitte pas des yeux. Juan Belomonte (Histoire du Théâtre III) - création en juillet 2021 au festival d'Avignon ; reprise en 2022 au Théâtre de l'Odéon
- 2021 : Terebrante - création en octobre 2021 au CDN d'Orléans
- 2022 : Charité, une approche de la peine de mort en neuf chapitres - création en octobre 2022 au festival Temporada Alta (Espagne)
- 2023 : Vudù (3318) Blixen - création en novembre 2023 au festival Temporada Alta (Espagne)
- 2024 : Dämon. Les funérailles de Bergman - création en juin 2024 au festival d'Avignon[10]

## Distinctions

### Prix
- 2003 : Prix de dramaturgie innovatrice Casa de América
- 2008 : Prix Valle-Inclán
- 2012 : Prix national de littérature dramatique pour La casa de la fuerza[11],[12]
  - Premio de Dramaturgia Innovadora Casa de América 2003 por Nubila Wahlheim
  - Premio SGAE de Teatro 2004 por Mi relación con la comida
  - Premio Ojo Crítico Segundo Milenio 2005 en reconocimiento de su trayectoria
  - Premio Notodo del Público al Mejor Espectáculo 2007 por Perro muerto en tintorería: los fuertes
  - Premios Valle Inclán de Teatro (2007), por El año de Ricardo
  - Accésit del Premio Lope de Vega 2007 por Belgrado
  - Premio Sebatiá Gasch de Artes Parateatrales 2011
  - Nominación para el Premio Europa Nuevas Realidades Teatrales 2011
  - Premio Nacional de Literatura Dramática 2012 por La casa de la fuerza
  - León de plata de la Bienal de Teatro de Venecia 2013
  - Premio Leteo 2016
  - Premio de la crítica de Cataluña 2020 al mejor espectáculo internacional por The Scarlett Letter
  - Nominada a los premios Ubu al mejor espectáculo extranjero presentado en Italia en 2022, por Liebestod.
  - Premio Time Out 2023
  - Premio UBU por CARIDAD al mejor espectáculo presentado en Italia en 2023
  - Premio de la crítica de Cataluña 2024 al mejor espectáculo Vudú (Blixen 3318)  . Premio del sindicato de la crítica francesa al mejor espectáculo extranjero estrenado en Francia en 2024, DÄMON, EL FUNERAL DE BERGMAN, obra con la que inauguró el Festival de Aviñón 2024 en La Cour d’Honneur.

### Nominations
- 2007 : Nomination pour le prix Lope de Vega
- 2011 : Nomination pour le prix Europe Nouvelles Réalités Théâtrales du prix Europe pour le théâtre[13]